# Большие Ждановы
 Большие Ждановы  — деревня в Орловском районе Кировской области. Входит в состав Орловского сельского поселения.

## География
Расположена на расстоянии примерно 15 км по прямой на север-северо-восток от райцентра города Орлова недалеко от правого берега реки Вятка.

## История
Известна с 1629 года как деревня Терешинская, в 1671 году 1 двор, в 1764 78 жителей, в 1802 9 дворов. В 1873 году здесь (Терешинская или Ждановы) дворов 22 и жителей 192, в 1905 (Терешинская или Большие Ждановы) 30 и 206, в 1926 (Большие Ждановы) 31 и 163, в 1950 29 и 103, в 1989 30 жителей. С 2006 по 2011 год входила в состав Кузнецовского сельского поселения.

## Население
Постоянное население составляло 21 человек (русские 100%) в 2002 году, 4 в 2010.